# 晴れのちBLUE BOY
「晴れのちBLUE BOY」（はれのちブルー・ボーイ）は、日本の歌手である沢田研二の39枚目のシングルである。1983年（昭和58年）5月10日にポリドール・レコードのジュリーレーベルより発売された。

## 音楽性
アダム&ジ・アンツを意識したジャングルビート（近田春夫が連載「気分は歌謡曲」で大村雅朗のアレンジを絶賛した）を大胆に導入しており、テレビで演奏する際のセットもジャングルを舞台としていた。キング・クリムゾンの「エレファント・トーク」同様、イントロのギターで獣の咆哮を模している。
ジャケットには「JULIE & EXOTICS」と書かれており、写真も「ス・ト・リ・ッ・パ・ー」以来のバックバンドのメンバーが沢田と共に全員写ったものになっている。
前作とは打って変わって衣装が派手なものとなり、沢田とメンバーのファッションはアーミールックを基調とし、「ジャングル+軍隊」でベトナム戦争のアメリカ兵をモチーフとしている（スヌーピーと手榴弾をぶら下げている）。衣装の早川タケジ曰く「変態二等兵」。
プロモーション用の12"ディスコヴァージョンが存在し、2008年発売の『SINGLE COLLECTION BOX Polydor Years』の初回発売分に収録された。
作曲者の大沢誉志幸自身ものちに1994年（平成6年）にセルフカバーし、アルバム『Collage』に収録された。

## テレビ番組での披露
1983年（昭和58年）『第34回NHK紅白歌合戦』に出場し、第一回金杯を受賞。この紅白で着用したライトを埋め込んだ軍人風の衣装と、奇抜なパフォーマンスから、同回の総合司会を務めたタモリは「歌う日露戦争」とこの時の沢田のステージングを形容した。

## 収録曲
- 全編曲：大村雅朗

1. 晴れのちBLUE BOY（3分44秒）
  - 作詞：銀色夏生／作曲：大沢誉志幸
2. 出来心でセンチメンタル（3分24秒）
  - 作詞：銀色夏生／作曲：大沢誉志幸

## 参加ミュージシャン
- 沢田研二
- Computer Programing 松武秀樹
- エキゾティクス
  - 吉田建
  - 柴山和彦
  - 上原裕
  - 安田尚哉
  - 西平彰

## カバー
- SPARKS GO GO
  - アルバム『六根』収録[4]

### 大沢によるセルフカバー
- Collageバージョン　（3分56秒） -  編曲：大沢誉志幸
  - 『Collage』（1994年）に収録[5]。
- 水月鏡花バージョン　（4分44秒） - 編曲：URU
  - 『水月鏡花』（2011年）に収録[6]。